# Heart of the Congos
Heart of the Congos è un album reggae del gruppo giamaicano The Congos, distribuito dalla Blood and Fire nel Regno Unito e dalla Black Art in Giamaica nel 1977. È stato successivamente ristampato dalla Go Feet, dalla Congo Ashanty, dalla Jah Live in LP e dalla VP Records su CD.

## Tracce
1. Fisherman - 6:03 (Testi: Johnson, Myton, Perry)
2. Congoman - 6:38 (Testi: Johnson, Myton, Perry)
3. Open up the Gate - 4:28 (Testi: Johnson, Myton)
4. Children Crying - 4:12 (Testi: Johnson, Myton)
5. La La Bam-Bam - 3:51 (Testi: Johnson, Myton)
6. Can't Come In - 5:51  (Testi: Johnson, Myton)
7. Sodom and Gomorrow - 6:10 (Testi: Johnson, Myton)
8. The Wrong Thing - 5:31 (Testi: Johnson, Myton)
9. Ark of the Covenant - 6:18 (Testi: Johnson, Myton)
10. Solid Foundation - 5:56 (Testi: Johnson, Myton)
11. At the Feast - 3:38 (Testi: Johnson, Myton)
12. Nicodemus - 7:36 (Testi: Johnson, Myton)
13. Congoman - 6:17 (Testi: Johnson, Myton)
14. Congoman Chant - 6:17 (Testi: Johnson, Myton)
15. Bring the Mackaback - 4:03 (Testi: Johnson, Myton)
16. Noah Sugar Pan - 3:27 (Testi: Johnson, Myton)
17. Solid Foundation - 5:57 (Testi: Johnson, Myton)